# Opfikon
Opfikon är en stad och kommun i distriktet Bülach i kantonen Zürich, Schweiz. Kommunen har 21 553 invånare (2023).
I kommunen ligger också orten Glattbrugg som är sammanvuxen med Opfikon.